# 张肇西
张肇西（1940年7月—），生于广西，籍贯河北唐山，中国粒子物理学家，中国科学院理论物理研究所研究员。中学毕业于北京四中，1963年毕业于中国科学技术大学近代物理系。2011年当选为中国科学院院士。

## 家庭
- 父親~張文佑（1909年8月31日－1985年2月11日）：中国地质学家和大地构造学家，为中国找到石油和铀做出巨大贡献；创立了断裂体系与断块大地构造学说。1934年毕业于北京大学地质系。前中科院地质研究所所长；
- 母親~劉蘊真（1909年10月31日-2000年6月14日）：
- 兒子~張捷（1968年8月7日-）：1992年7月本科畢業於中国科学技术大学半导体物理与器件专业；1993年11月碩士畢業於中国科学院高能物理研究所实习研究院；2003年1月10日創建北京量跃资本管理有限公司；兼任中国政法大学资本金融研究院交易学研究中心副主任、客座教授；張捷外公為两弹一星功勋科学家赵九章（1907年10月15日－1968年10月26日）先生，为中国的空间科学和卫星事业的奠基人；張捷育有1兒張銘軒（2008年-），1女張景涵（2010年-）；